# Jules Dalou
Jules Dalou, nato Aimé-Jules Dalou (Parigi, 31 dicembre 1838 – Parigi, 15 aprile 1902), è stato uno scultore francese.

## Biografia
Dalou nacque in una famiglia di artigiani guantai. I suoi genitori, protestanti, lo allevarono nella laicità e nell'amore per la repubblica.

### Gioventù
Jules Dalou mostrò molto giovane il dono per il disegno e la modellatura, ciò che gli valse l'attenzione di Jean-Baptiste Carpeaux, che nel 1852 lo fece entrare nella Petite École, la futura École nationale supérieure des arts décoratifs, ove seguì i corsi di Horace Lecoq de Boisbaudran.
Nel 1854 fu ammesso all'École nationale supérieure des beaux-arts, ove studiò pittura nell' atelier di Alexandre-Denis Abel de Pujol e la scultura in quello di Francisque Duret (che era stato anche maestro di Carpeaux). Iniziò a guadagnarsi la vita lavorando per alcuni ornamentisti. Fu presso uno di questi che ebbe inizio la sua amicizia con Auguste Rodin. Parigi era allora in pieno cambiamento e Dalou si formò un'esperienza lavorando nei grandi cantieri della capitale imparando architettura e decorazione degli immobili sui grandi corsi della città di Parigi: partecipò alla decorazione dell'hôtel de La Païva sull'avenue dei Champs-Élysées. Lavorò anche per il laboratorio di oreficeria dei fratelli Fannière. Si presentò quattro volte al concorso per il Prix de Rome, ma venne sempre respinto, il che gli procurò rancore verso le istituzioni artistiche ufficiali. 
Presentò al Salone del 1869 un Dafni e Cloe e al Salone del 1870 La Brodeuse. I due pezzi vennero acquistati dallo Stato.
Durante questi oscuri anni di formazione Dalou sposò Irma Vuillier, una donna dal carattere forte che lo sosterrà per tutta la vita. La coppia ebbe una sola figlia, Georgette, nata con un handicap mentale, che fino alla morte, avvenuta durante la prima guerra mondiale, ebbe bisogno di avere accanto una persona adulta responsabile. Fu per questo che Dalou lascerà il suo laboratorio in eredità all'Orfanotrofio degli Artisti, cui andarono, nel 1905, più di 300 opere, acquistate dalla città di Parigi.

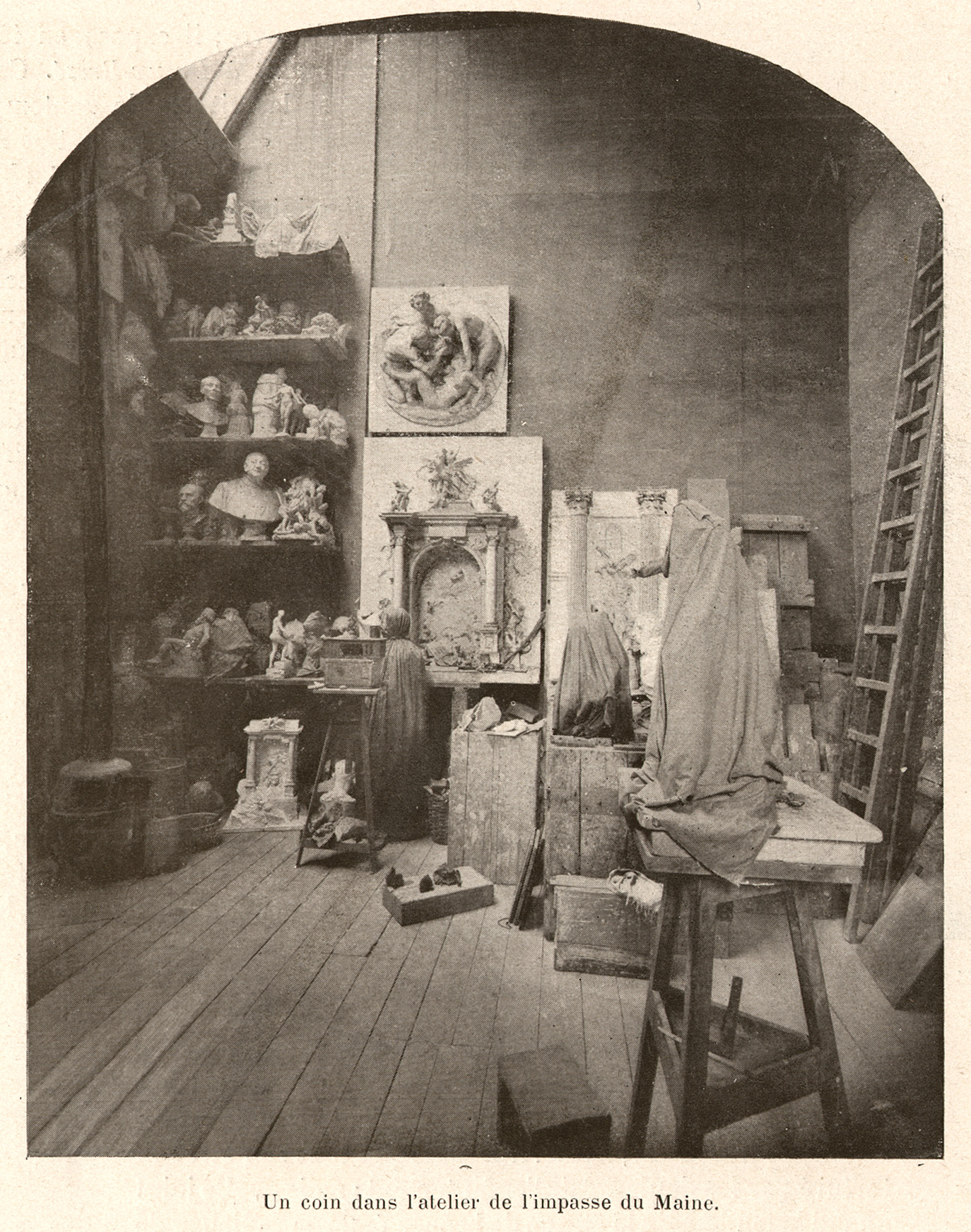
Il laboratorio di Dalou nel 1899.
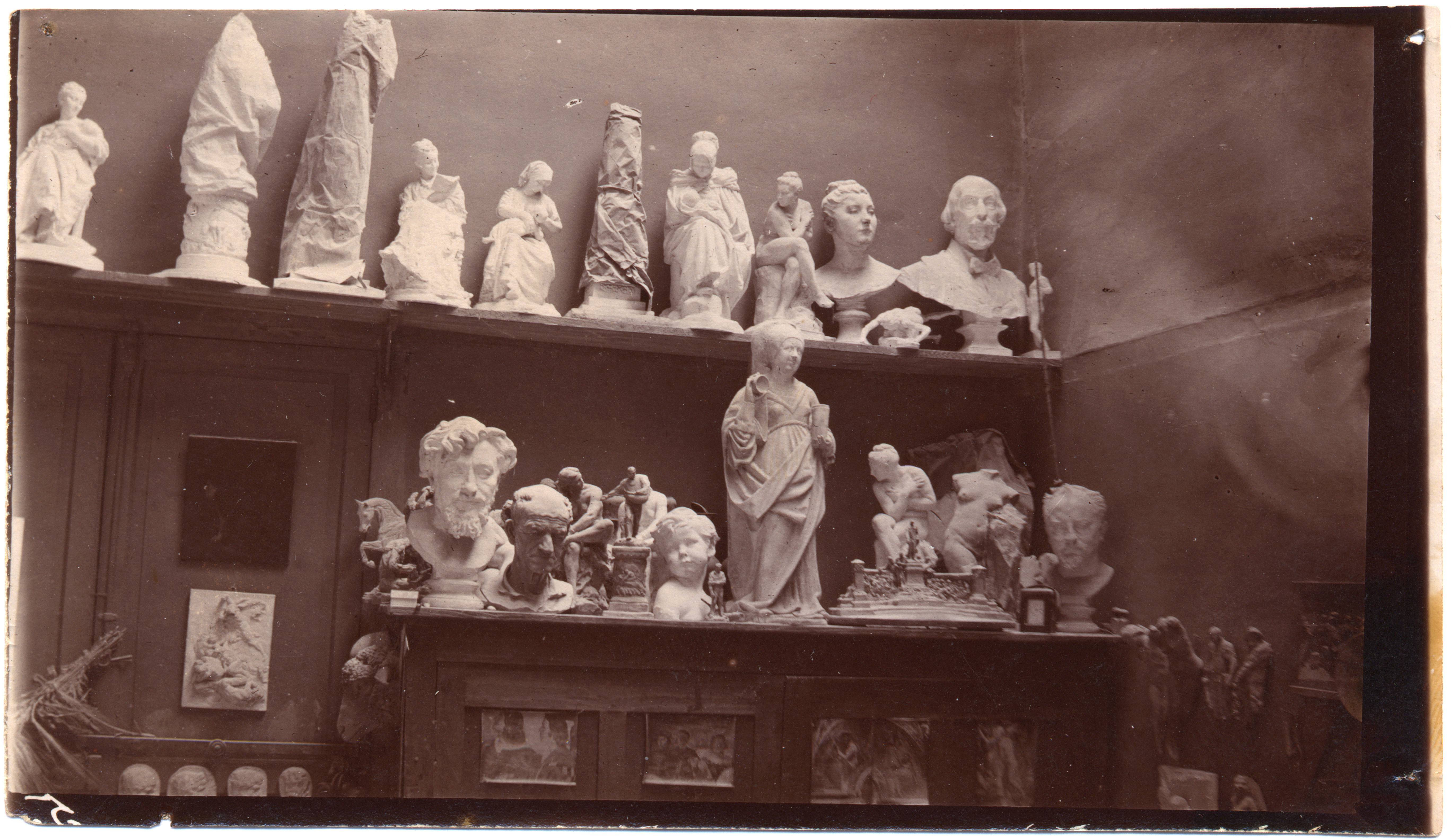
Il laboratorio di Dalou nel periodo 1902-1905.

### La Comune di Parigi
Il conflitto franco-prussiano rovesciò l'ordine del Secondo Impero e la sconfitta di Sedan causò la proclamazione della Terza Repubblica. Dalou s'impegnò nei combattimenti e lo si trova ufficiale nell'83º battaglione dei federati. Il 18 marzo 1871 la Comune di Parigi instaurò un governo insurrezionale. Gustave Courbet, che stava per essere eletto alla Federazione degli Artisti della Comune di Parigi, lo chiamò con sé e lo fece nominare amministratore provvisorio aggiunto del Museo del Louvre, a fianco di Henry Barbet de Jouy, con l'incarico di proteggere le collezioni dai vandalismi, e per compiere meglio tale incarico, il 17 maggio Dalou si trasferì con la famiglia nel museo.

### L'esilio a Londra

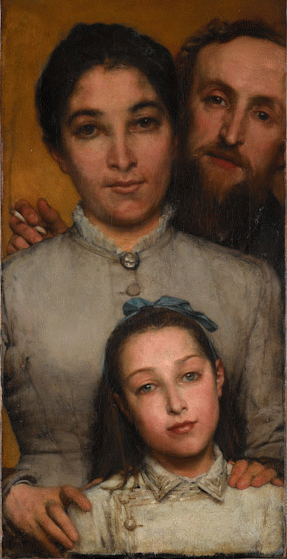
Lawrence Alma-Tadema, Dalou, sa femme et sa fille (1876), Parigi, museo d'Orsay.

All'indomani della Semaine sanglante di maggio 1871, Dalou, sua moglie e la loro figlia furono minacciati in quanto Comunardi e costretti all'esilio. Il 6 luglio dello stesso anno essi poterono raggiungere l'Inghilterra, ove chiesero asilo, e furono accolti dal suo vecchio condiscepolo della Petite École, il pittore e incisore Alphonse Legros.
A Londra i primi anni furono difficili ma grazie all'aiuto benevolente che gli fornì Legros, molto ben introdotto alla City, realizzò una serie di statuette in terracotta ispirate dai contadini boulonnais o da soggetti intimisti (Liseuse, Berceuse), e ritratti dell'aristocrazia inglese.
Alla fine del 1874 Dalou trovò un impiego di professore di modellatura alla National Art Training School. La sua influenza sarà determinante presso gli cultori britannici della New Sculpture. Egli ricevette l'ordine per una fontana pubblica chiamata Charity (1877) presso il Royal Exchange a Londra, e di un monumento per la regina Vittoria, dedicato ai suoi nipoti nella cappella privata di Frogmore, nel castello di Windsor.
Durante questo periodo di esilio il governo francese decise d'inviare nel 1876 il bronzo de La Brodeuse alla selezione ufficiale della Francia per l'esposizione internazionale di Filadelfia. Nonostante tutte le proposte che gli fecero i colleghi inglesi, egli si rifiutò di esporre nella sezione inglese del Salone di Francia, non volendo essere ospite di un paese straniero nel proprio paese.
Il 1 maggio del 1874 il terzo Consiglio di Guerra di Parigi lo condannò ai lavori forzati a vita in contumacia per le sue funzioni di ufficiale nella Comune ed il suo posto di amministratore aggiunto del Louvre. Essendosi rifiutato di chiedere la grazia, fu solo nel maggio 1879, che, dopo essere stato amnistiato sotto la presidenza Jules Grévy, Dalou e la sua famiglia rientrarono dall'esilio.

Opere del periodo inglese
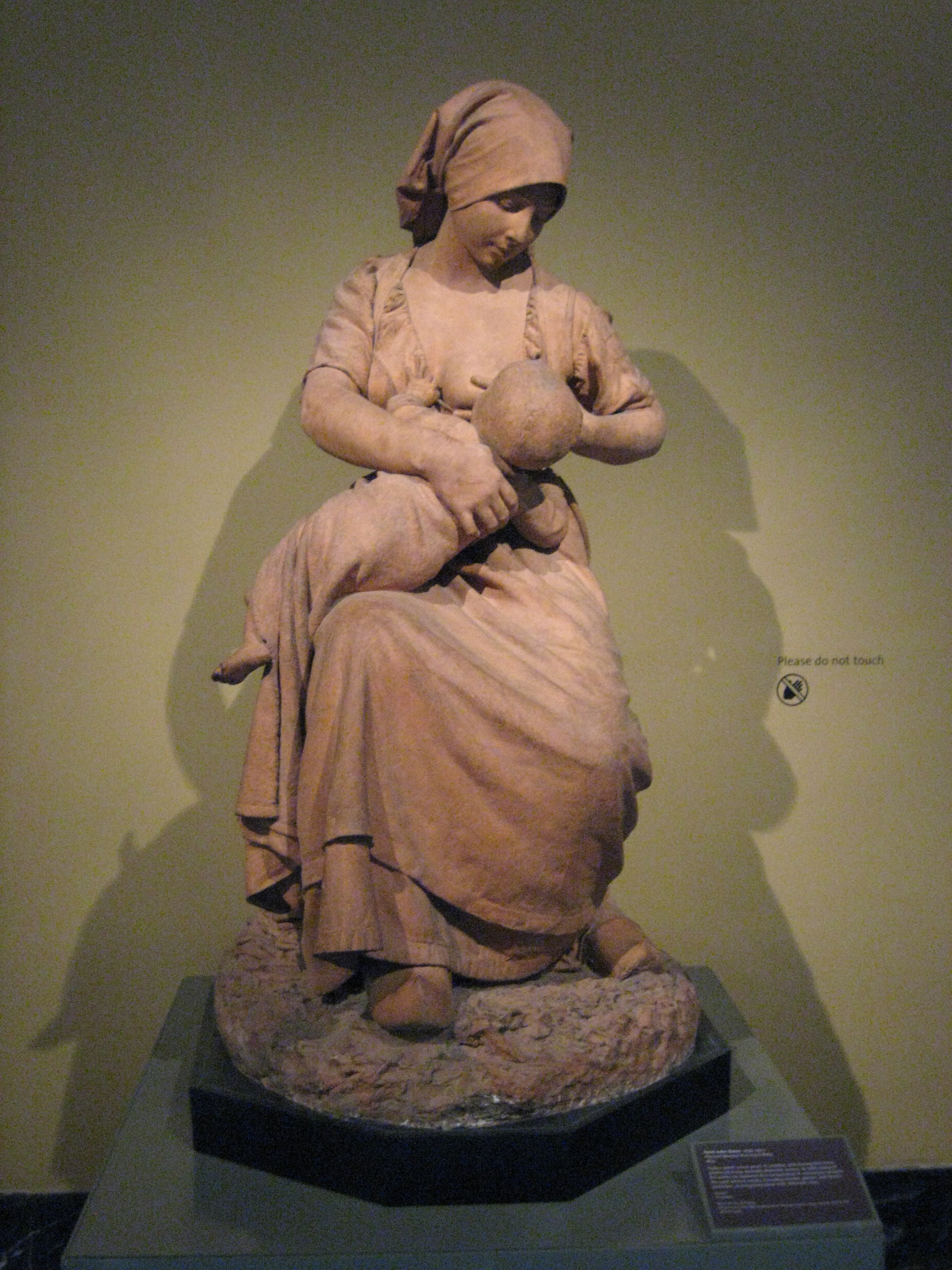
La Paysanne française allaitant (1873), Londres, Victoria and Albert Museum.
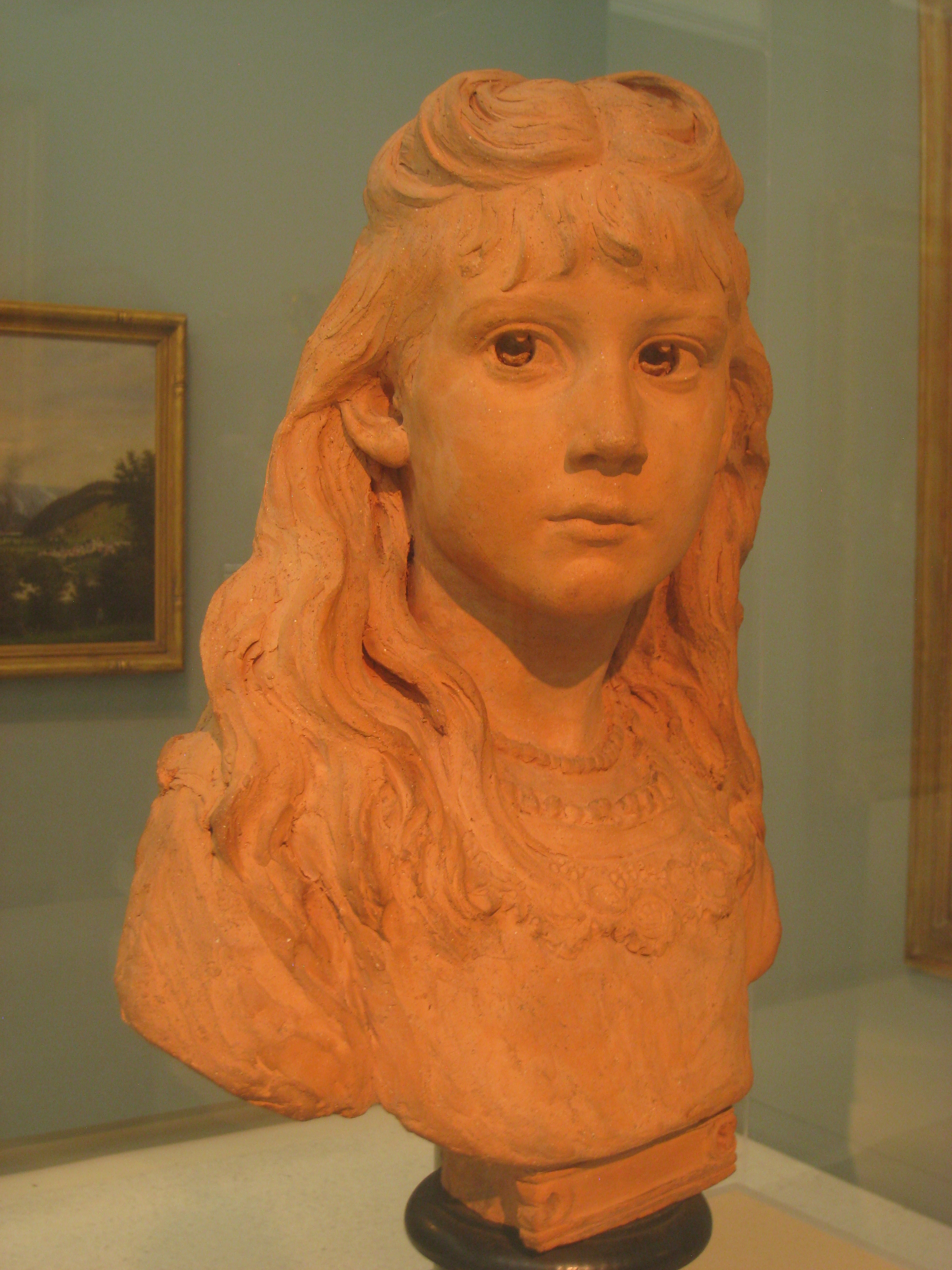
Dorothy Heseltine (1874), Pittsburgh, Carnegie Museum of Art.
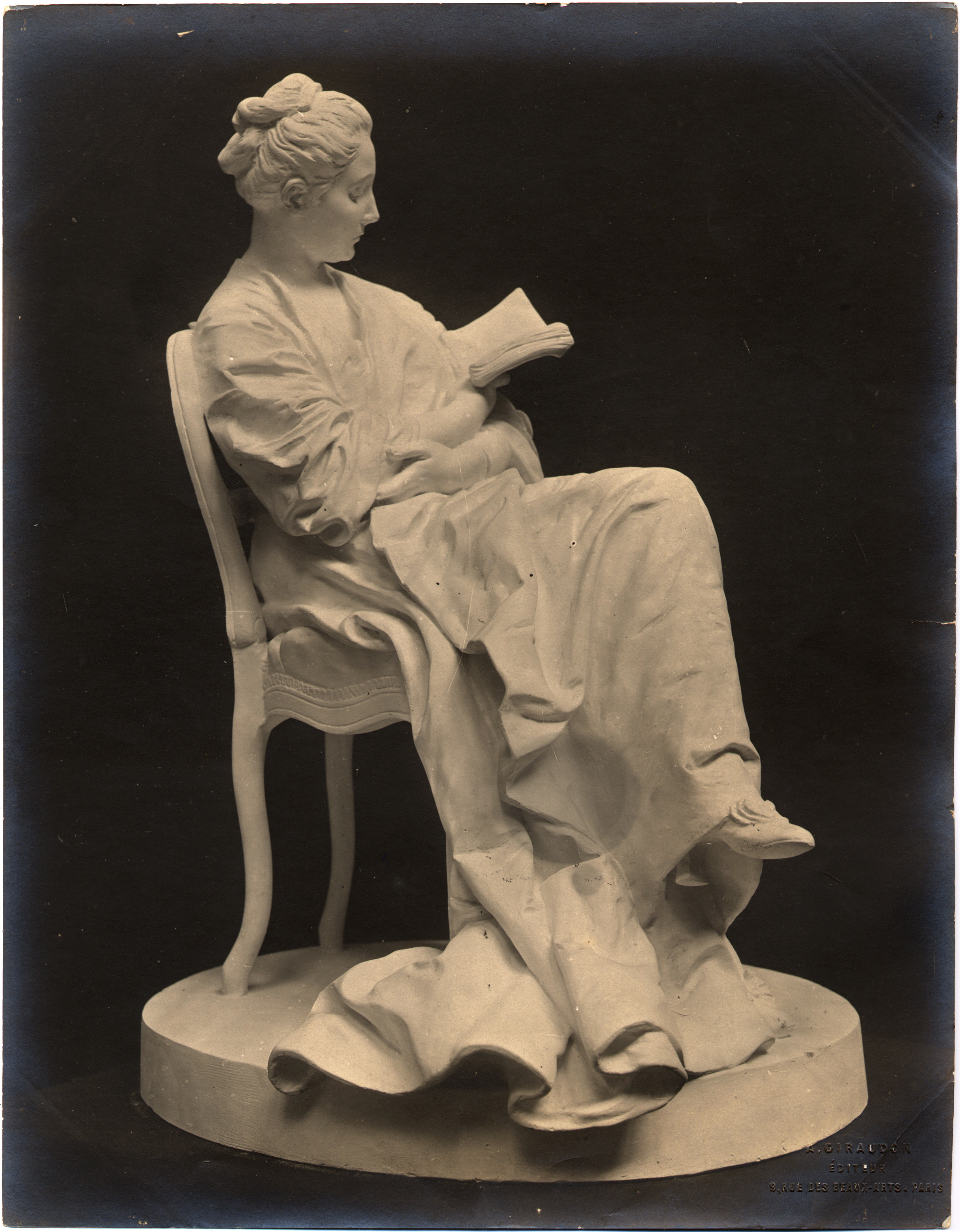
La Liseuse (vers 1871-1879), Parigi, Petit Palais.
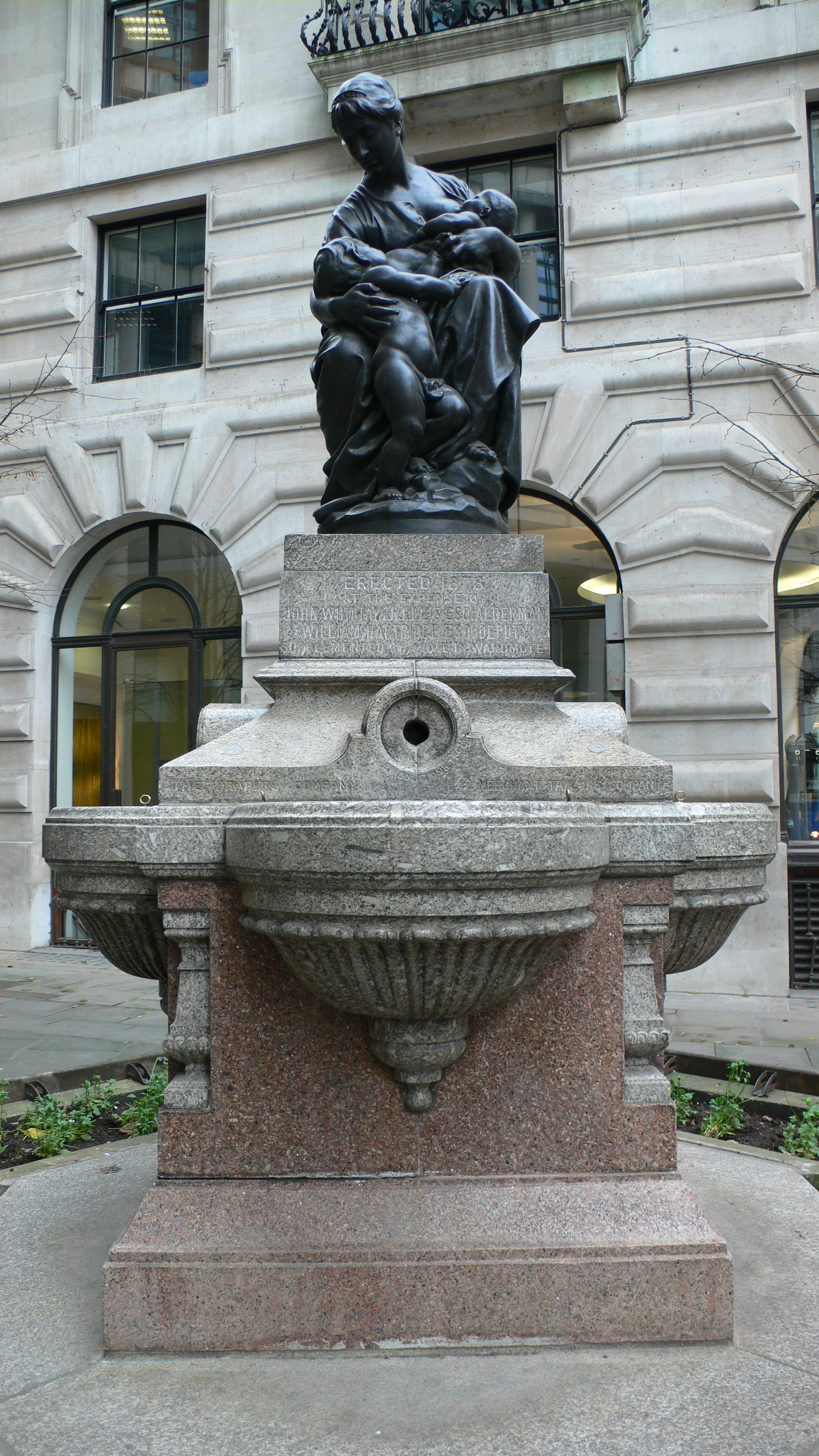
La Charité (copie en bronze de 1897), Londres, Exchange Avenue.

### Il ritorno in Francia

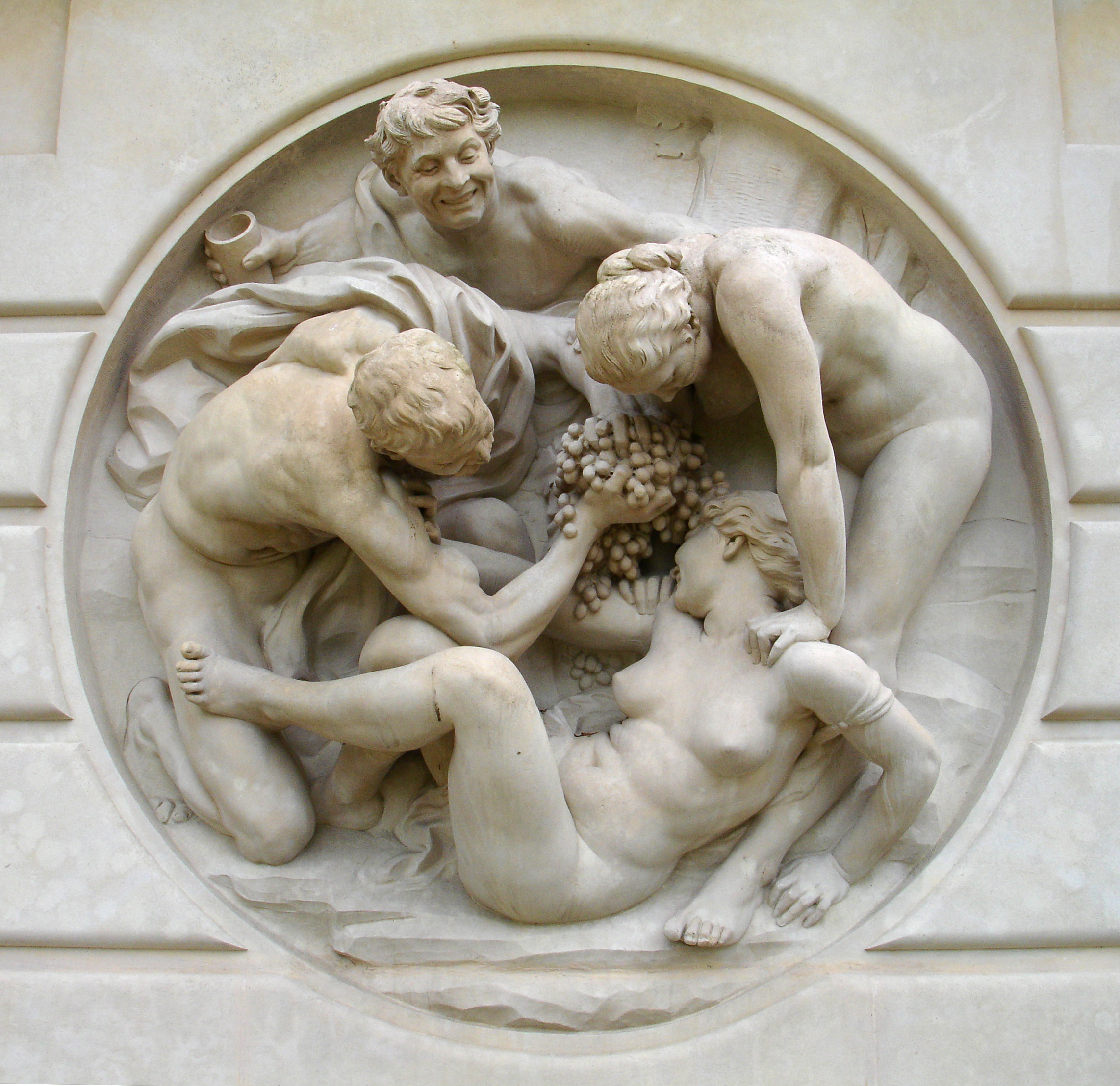
Bacchanale (1898), fontana del giardino delle serre d'Auteuil a Parigi.

Dalou tornò in Francia dopo aver concorso per una statua monumentale della Repubblica destinata alla place de la République a Parigi.
L'invio di Dalou non corrispondeva ai criteri richiesti e infine la giuria scelse il progetto dei fratelli Morice, il Monument à la République. Intanto il suo gruppo statuario Le Triomphe de la République fu ordinato dalla municipalità per essere eretto sulla piazza del Trono, rinominata nel 1880 place de la Nation. Delou consacrò vent'anni di lavoro alla realizzazione di questo monumento.
Gli anni 1881 e 1882 furono difficili, durante questo periodo egli riprese un'attività di scultore-decoratore per l'ornamentista Cruchet, collaborando anche in molte occasioni con il ceramista Ernest Chaplet, ma il Salone del 1883 lo rivelò infine al grande pubblico francese.
Egli vi espose i calchi dei suoi due altorilievi: La Fraternité des Peuples (nota anche con il titolo la République) e Mirabeau répondant à Dreux-Brézé, per il quale meritò la medaglia d'onore.
Oggi il bronzo del Mirabeau répondant à Dreux-Brézé, acquistato dallo stato nel 1890, orna la sala Casimir-Perier di Palazzo Borbone a Parigi.
Fuggendo il mondo e vivendo in famiglia, Dalou si dedicò ad un'attività intensa. In omaggio ad un pittore di cui ammirava l'opera, eseguì il Monument à Eugène Delacroix, Giardini del Lussemburgo (1890). Realizzò poi i Monuments à Alphand, avenue Foch (1891-1896, inaugurato nel 1899), a Boussingault, all'École des arts et métiers (1895), a Jean Leclaire presso la square des Épinettes a Parigi (1896), a Charles Floquet nel cimitero di Père-Lachaise (1897), a Sidi-Brahim a Orano (1898), a Lazare Hoche a Quiberon (1902).
Dalou concepì un progetto di monumento a Victor Hugo per il Panthéon (1886), un progetto di Monument à la Justice per Palazzo Borbone (1892) e un progetto di Monument aux Orateurs, destinato al Pantheon (1896-1898), ma nessuno dei tre fu mai realizzato.
Gli vennero ordinati i "giacenti" di Auguste Blanqui (1885) e di Victor Noir (1890), il medaglione in bronzo di Charles Amouroux (1885), visibili al cimitero di Père-Lachaise.
Egli ci fa sentire tutta la sua ammirazione per la pittura di Rubens nel suo gruppo del Triomphe de Silène posto nei giardini del Lussemburgo (1885). La città di Parigi gli ordinò la statua di Antoine Lavoisier per il Grande Anfiteatro della Sorbona (1887), la fontana de La Bacchanale del Giardino delle serre d'Auteuil (1895-1898), la statua de La Chanson, all'Hôtel de Ville, che riproduce i tratti della cantante Yvette Guilbert (1895).
Tra i numerosi busti che egli scolpì dopo il suo rientro in Francia, vi sono quelli di Charcot (1884), Auguste Vacquerie (1885), Henri Rochefort (1888), Gustave Courbet (1890), Albert Liouville (1890), Mademoiselle Gilardi (1890), Ernest Cresson (1897), Paul Richer (1900), Jean Gigoux (1900), e Marie Laurent (inacquistato, 1901).
Per l'Esposizione universale del 1889, detta Esposizione del Centenario, viene esposto sulla Piazza della Nazione il calco (dipinto in bronzo) del gruppo allegorico La Repubblica, ordinato dalla città di Parigi nel 1879 e la cui versione in bronzo fu inaugurata solo vent'anni dopo. Con quest'opera ottenne il Gran Premio di Scultura dell'Esposizione.
Dalou lasciò la Société des Artistes Français nel 1890 per esporre ormai alla Société nationale des beaux-arts, di cui era membro fondatore insieme a Ernest Meissonier, Auguste Rodin e Pierre Puvis de Chavannes.
Nominato cavaliere della Legion d'onore nel 1883, poi promosso ufficiale dal presidente Carnot nel 1889, fu elevato al grado di commendatore nel 1899 dal Presidente Loubet all'inaugurazione del suo monumento Triomphe de la République.

### IlMonument aux Travailleurs
Non ebbe il tempo di portare a compimento il suo ultimo progetto, un Monument aux Travailleurs (o Monument aux Ouvriers), la cui idea gli era venuta nel 1889, all'indomani della inaugurazione del Triomphe de la République. Il formalismo della cerimonia e le sfilate militari avevano tenuto la gente lontana da questa manifestazione ufficiale. Dalou ne era rimasto deluso. Fedele al suo ideale repubblicano, egli si era augurato che questa inaugurazione fosse l'occasione per una grande festa popolare e democratica (come sarà poi all'inaugurazione del bronzo nel 1899). La sua idea fu quella di rendere un omaggio al mondo degli operai, degli artigiani e dei contadini dedicando loro quest'opera, della quale essi sarebbero stati il soggetto centrale. Alla fine della sua carriera egli così descrisse il progetto:
(Giornale di Dalou trascritto da Dreyfous in Dalou, sa vie et son œuvre, 15 marzo 1898, p. 256)
I numerosi schizzi rinvenuti da questo momento nel suo laboratorio dopo il suo decesso sono conservati al Petit Palais.
La statua del Grand paysan (verso il 1897-1902, Parigi, museo d'Orsay) prefigura, in una scala minore, i personaggi che egli progettava di mettere nelle sedici nicchie contornanti la colonna, dovendo il tutto misurare 32 metri di altezza..

Monument aux Travailleurs
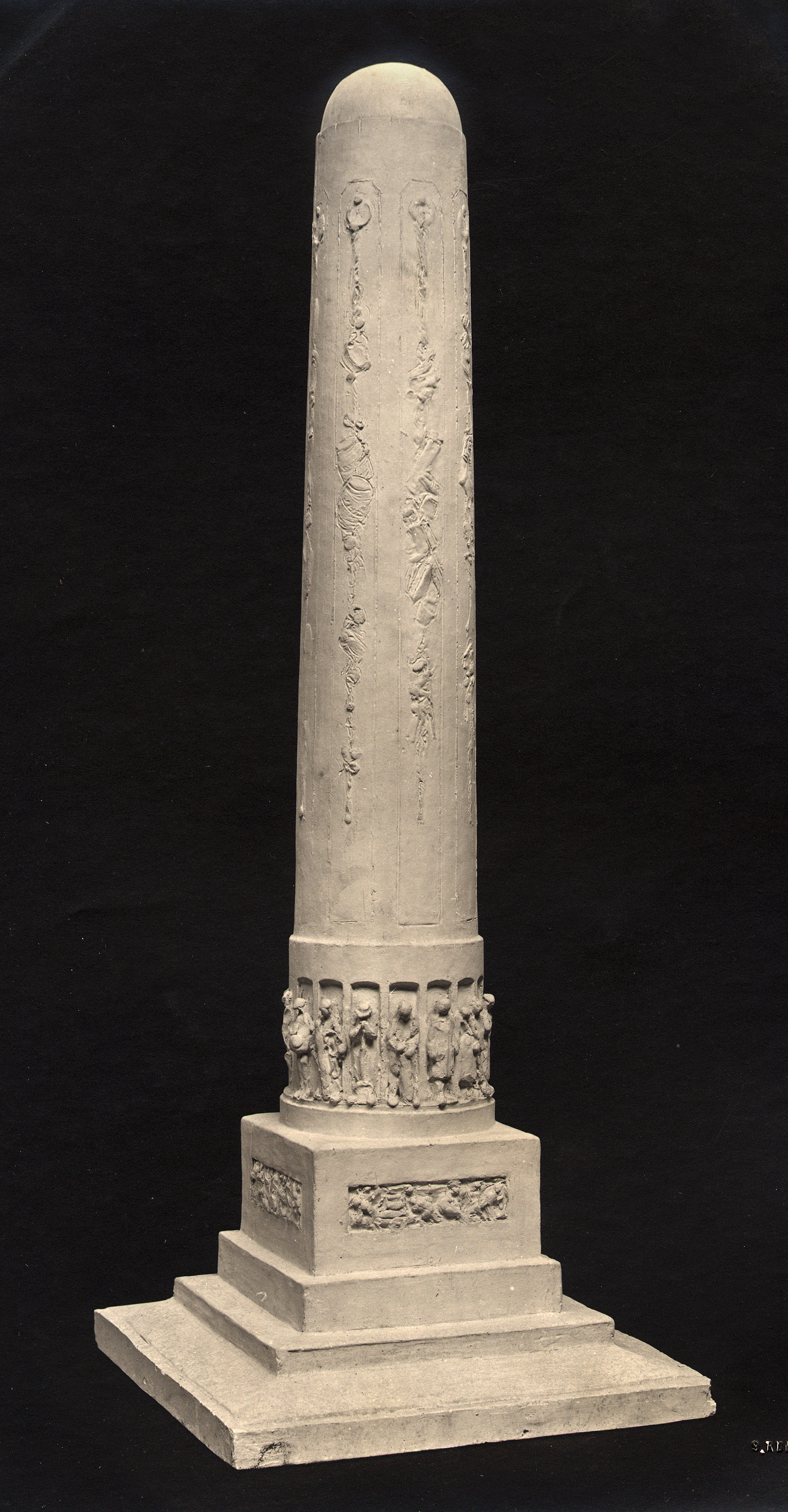
Schizzo per il Monument aux Travailleurs (1889-1902), Parigi, Petit Palais.
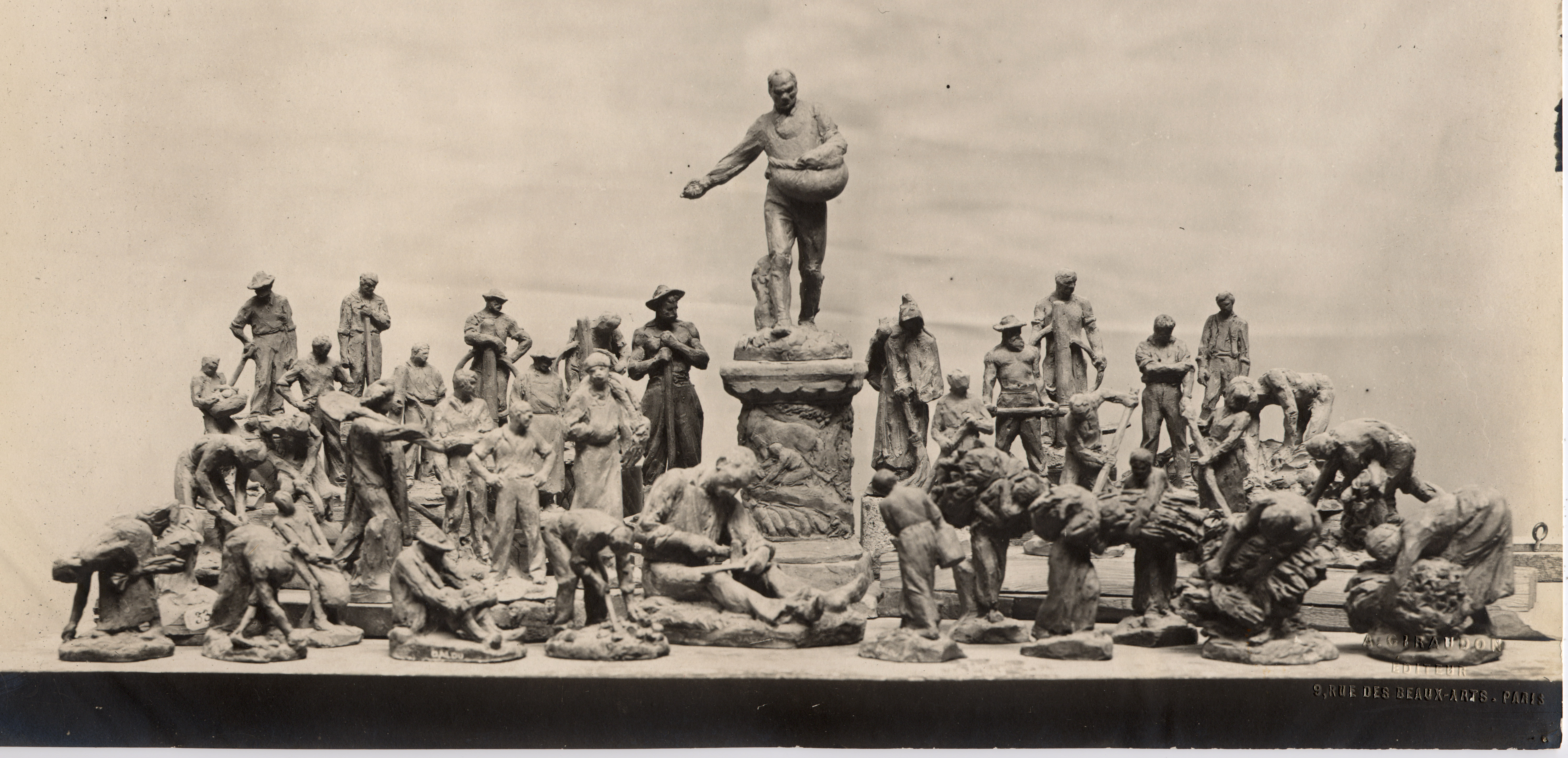
Schizzo per il Monument aux Travailleurs (1889-1902), Parigi, Petit Palais.
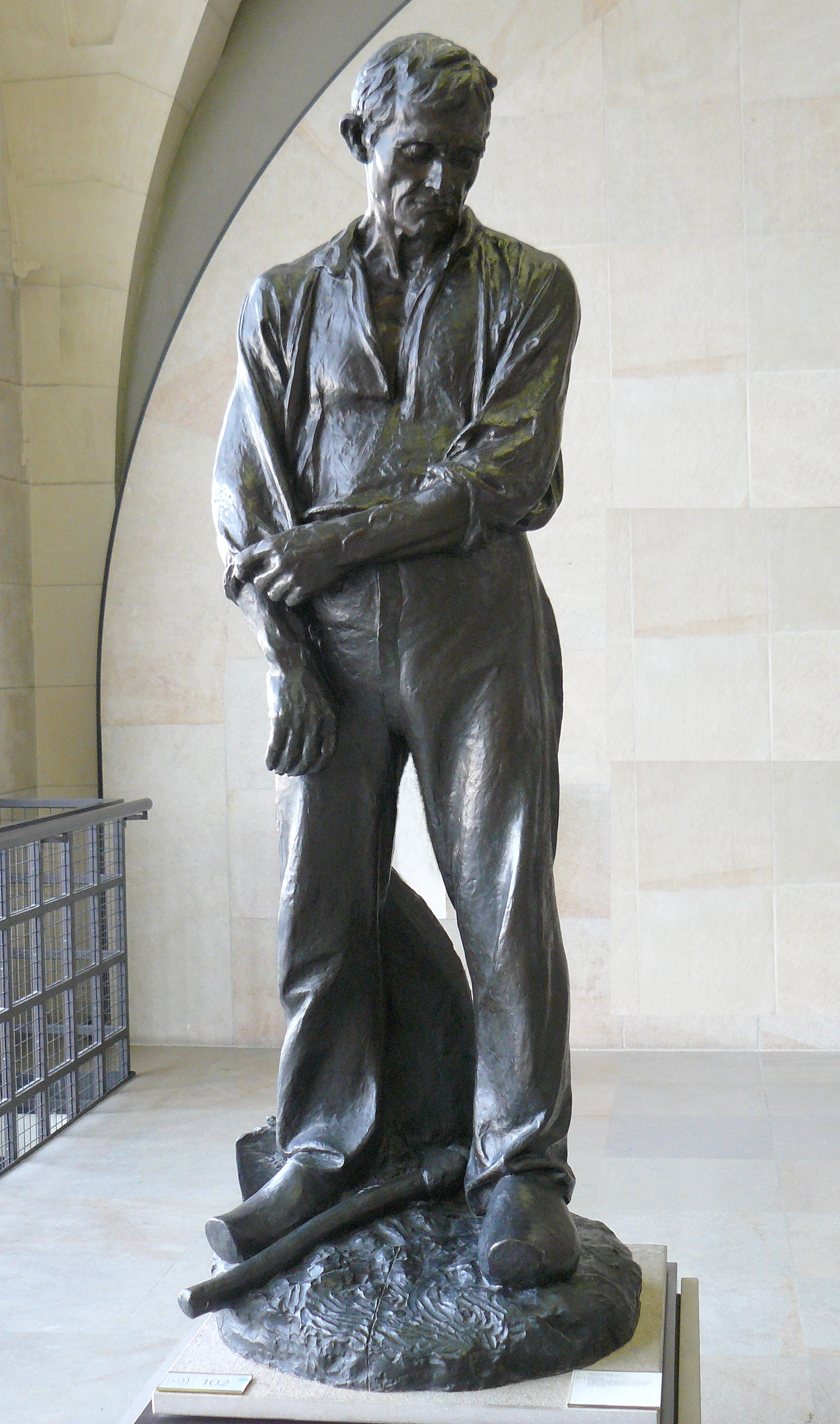
Grand paysan (1897-1902), Parigi, museo d'Orsay.

### Opere postume
Dopo la sua morte, Camille Lefèvre terminò il Monument à Gambetta di Bordeaux (1904) ed eseguì secondo gli schizzi di Dalou il Monument à Émile Levassor, detto anche Monument de l'Automobiliste (1907) a porte Maillot a Parigi. Il Monument à Scheurer-Kestner, senatore pro Dreyfus, fu realizzato dai praticanti di Dalou secondo il modello in gesso delle figure in grandezza reale che erano state realizzate interamente dalla mano dell'artista. Questo monumento fu inaugurato nel 1908 presso i giardini del Lussemburgo a Parigi.
Jules Dalou riposa a Parigi nel Cimitero di Montparnasse.

## Opere monumentali
- La Fraternité des Peuples (1883), altorilievo in gesso nella sala dei matrimoni del palazzo municipale del X arrondissement di Parigi.
- Mirabeau répondant à Dreux-Brézé (1883), altorilievo in bronzo, sala Casimir-Perier nel Palazzo Borbone.
- Monument funéraire d'Auguste Blanqui (1885), cimitero di Père-Lachaise.
- Monument à Eugène Delacroix (1890), Giardini del Lussemburgo.
- Monument funéraire de Victor Noir (1891), cimitero di Père-Lachaise.
- Monument à Boussingault inaugurato nella corte del Conservatorio delle Arti e Mestieri nel 1895, smontato e poi rimontato nello CNAM di La Plaine Saint-Denis[8].
- le Progrès entraînant le Commerce et l'Industrie (1895), frontone dei Grandi Magazzini Dufayel, al 26 di rue de Clignancourt di Parigi.
- Monumento a Sidi-Brahim (1896), Orano[4].
- Monument à Jean Leclaire (1896), square des Épinettes[9] a Parigi.
- Monument à Eugène Delacroix (1898), Saint-Maurice, distrutto dal comune nel 1998[10] · [11]
- Le Triomphe de la République (1899), gruppo monumentale in bronzo della place de la Nation a Parigi.
- Monument à Alphand (1899), avenue Foch a Parigi[12].
- Monument à Lazare Hoche (1902), Quiberon. Il modello della statua in gesso si trova al Pantheon.
- Monument à Gambetta, viale de Tourny a Bordeaux, rimesso in città nel 1904, inaugurato nel 1905, smontato nel 1961[13].
- Monument à Émile Levassor, inaugurato nel 1907 all'entrata del bois de Boulogne, spostato nel 1972 nelle square Alexandre-et-René-Parodi, boulevard de l'Amiral-Bruix.
- Monument à Scheurer-Kestner (1908), Giardino del Lussemburgo.

Opere monumentali a Parigi
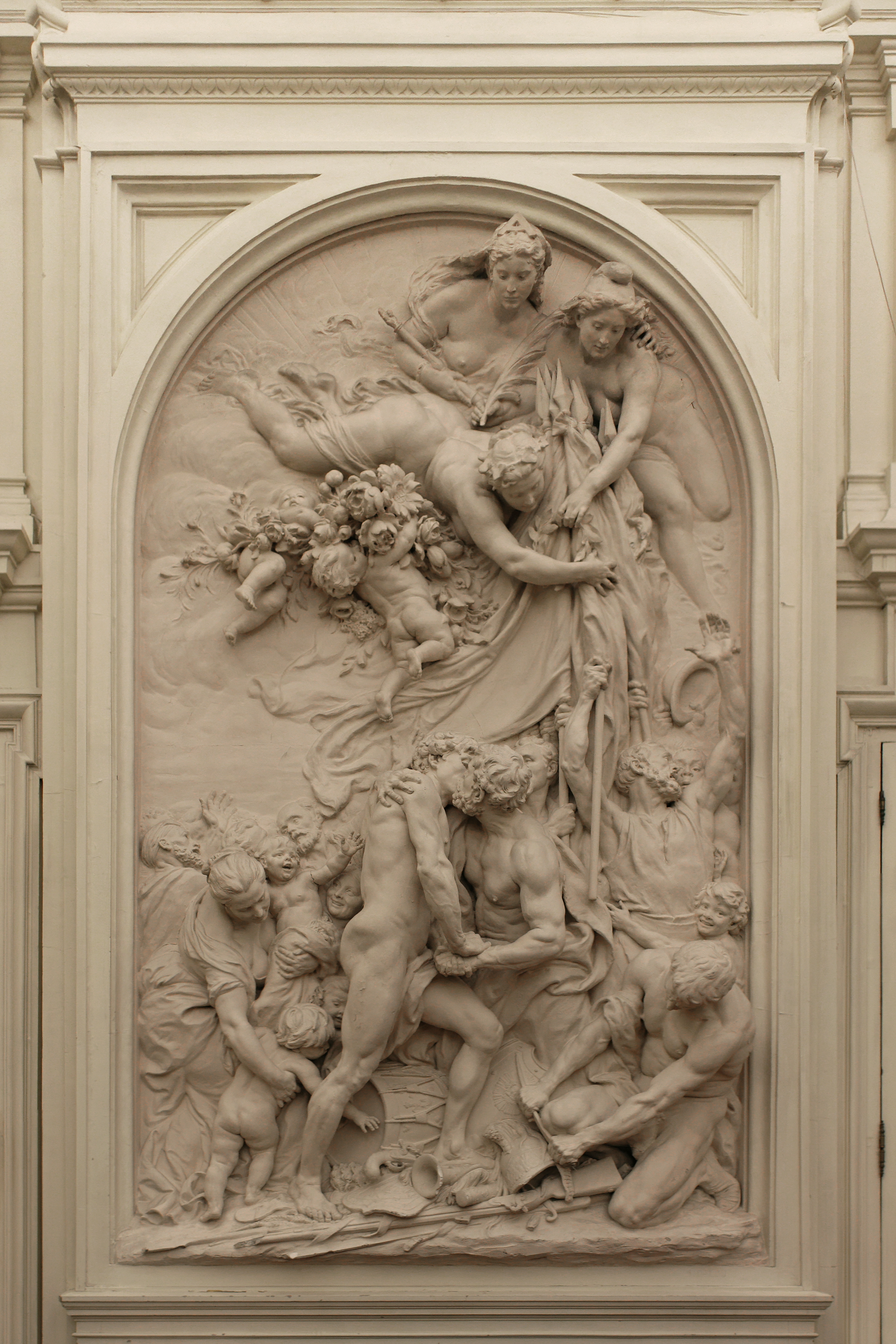
La Fraternité des Peuples (1883), palazzo municipale del X arrondissement di Parigi.
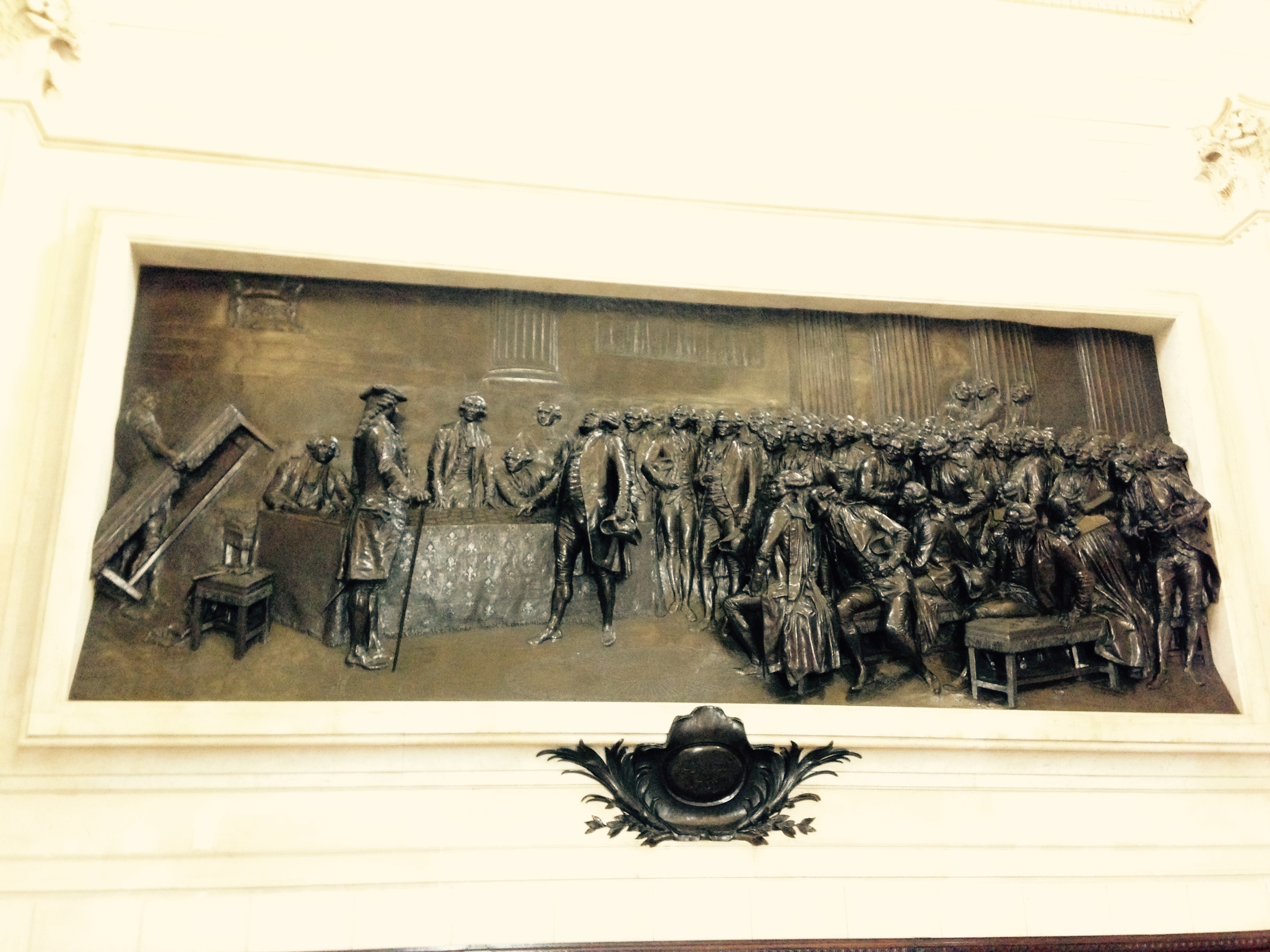
Mirabeau répondant à Dreux-Brézé (1890), Parigi, Palazzo Borbone.
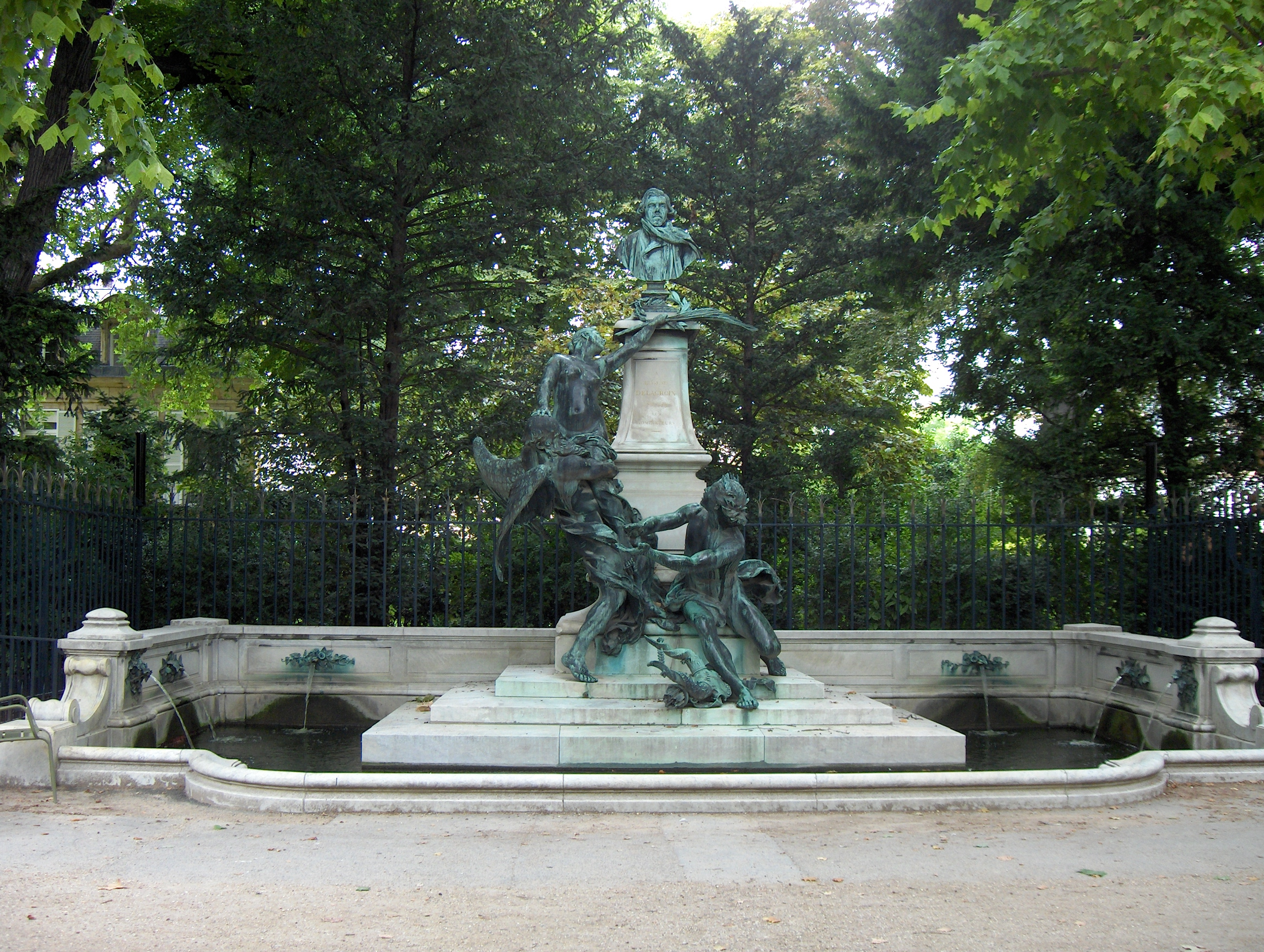
Monument à Eugène Delacroix (1890), Parigi, Giardino del Lussemburgo.
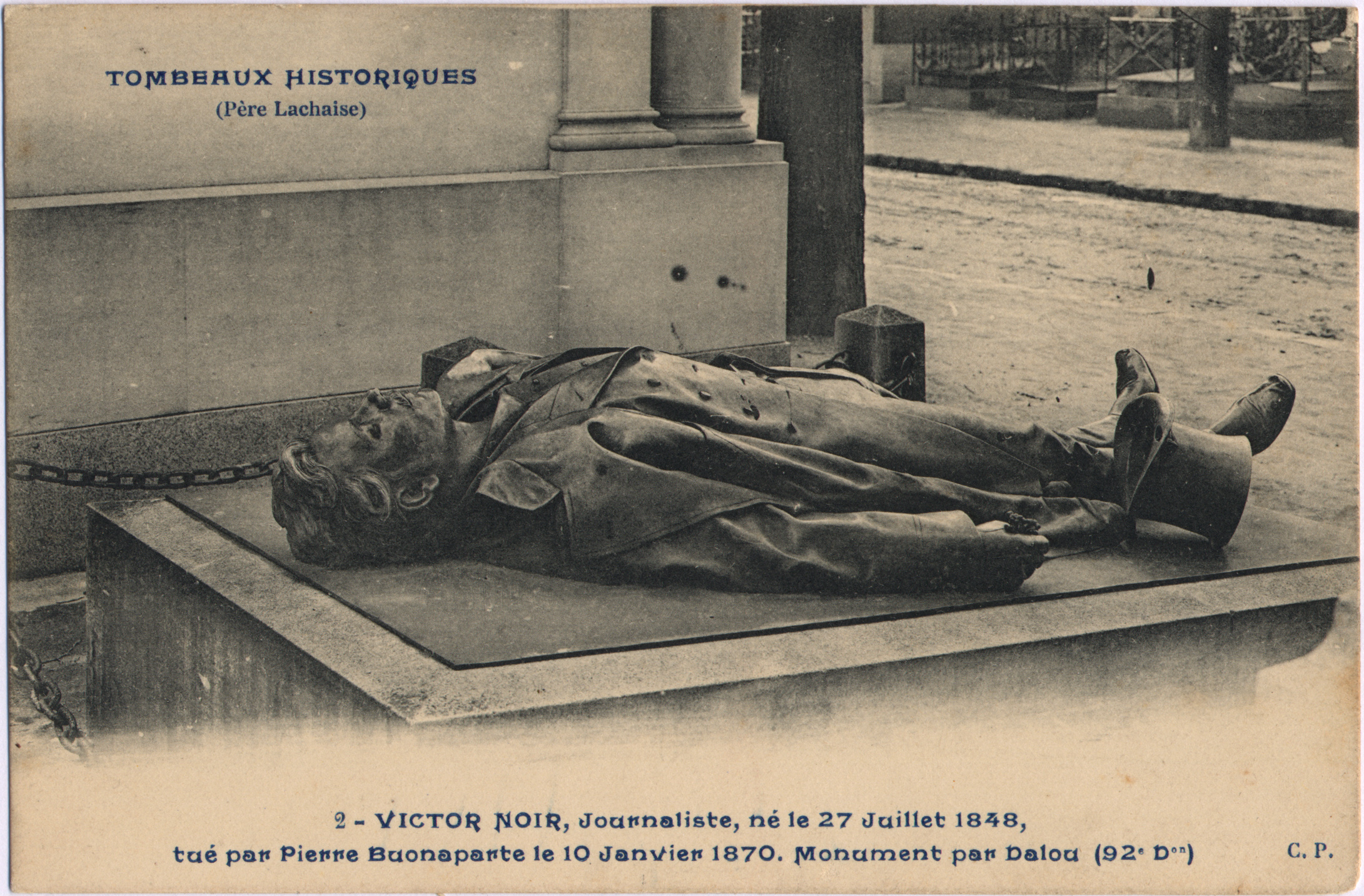
Giacente di Victor Noir (1891), Parigi, cimitero di Père-Lachaise.
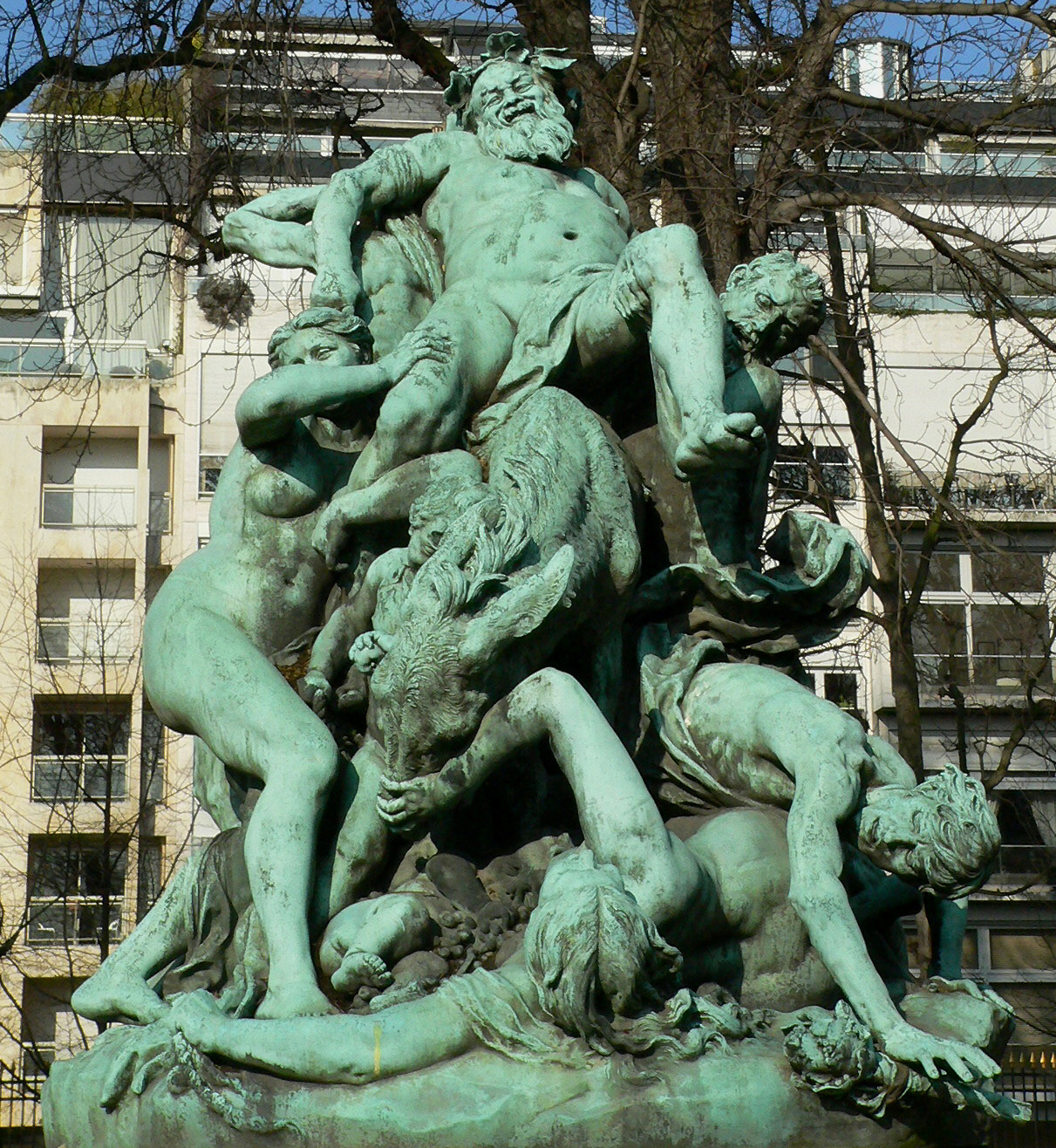
Le Triomphe de Silène (1898), Parigi, Giardino del Lussemburgo.
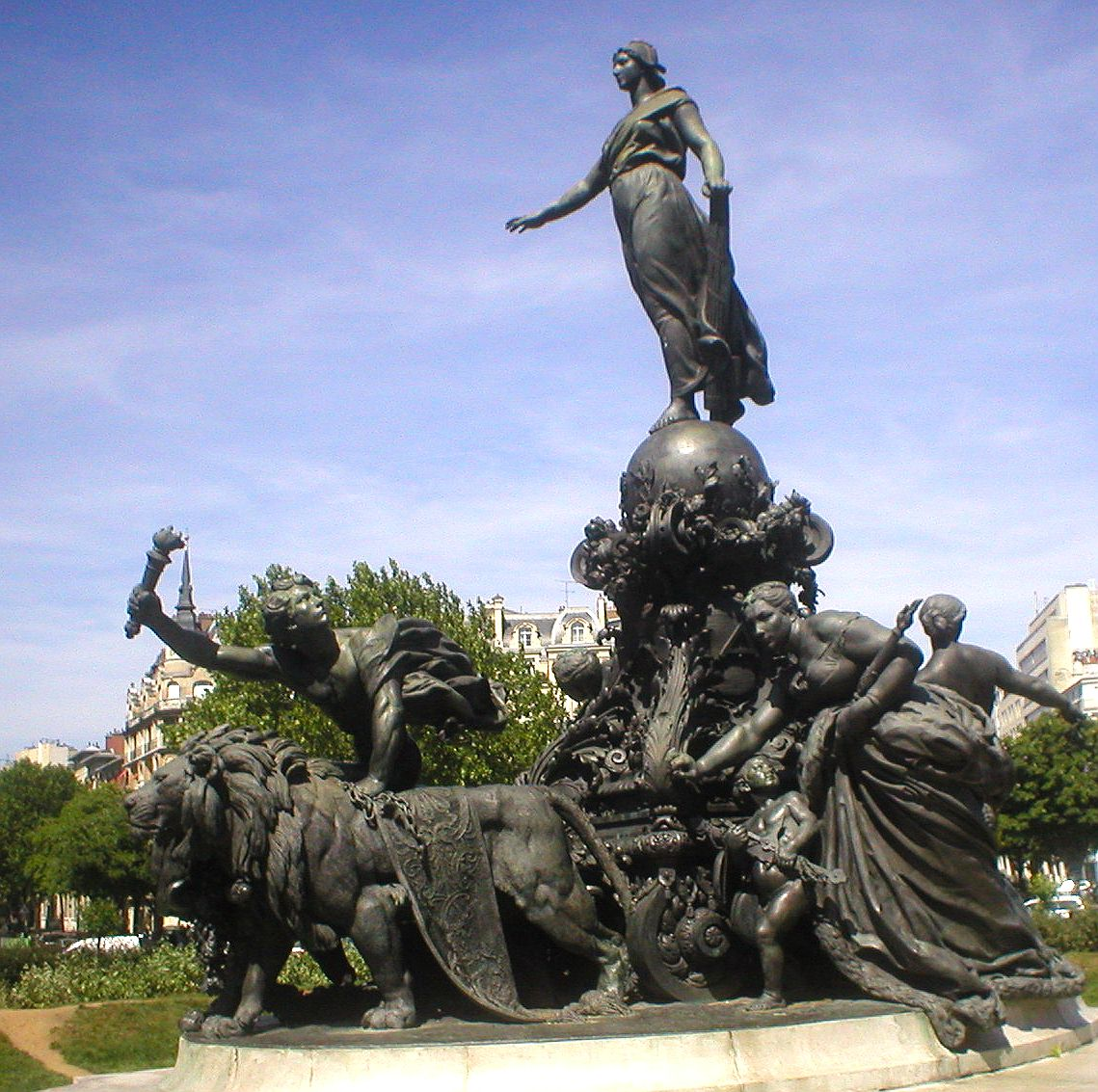
Le Triomphe de la République (1899), Parigi, place de la Nation.
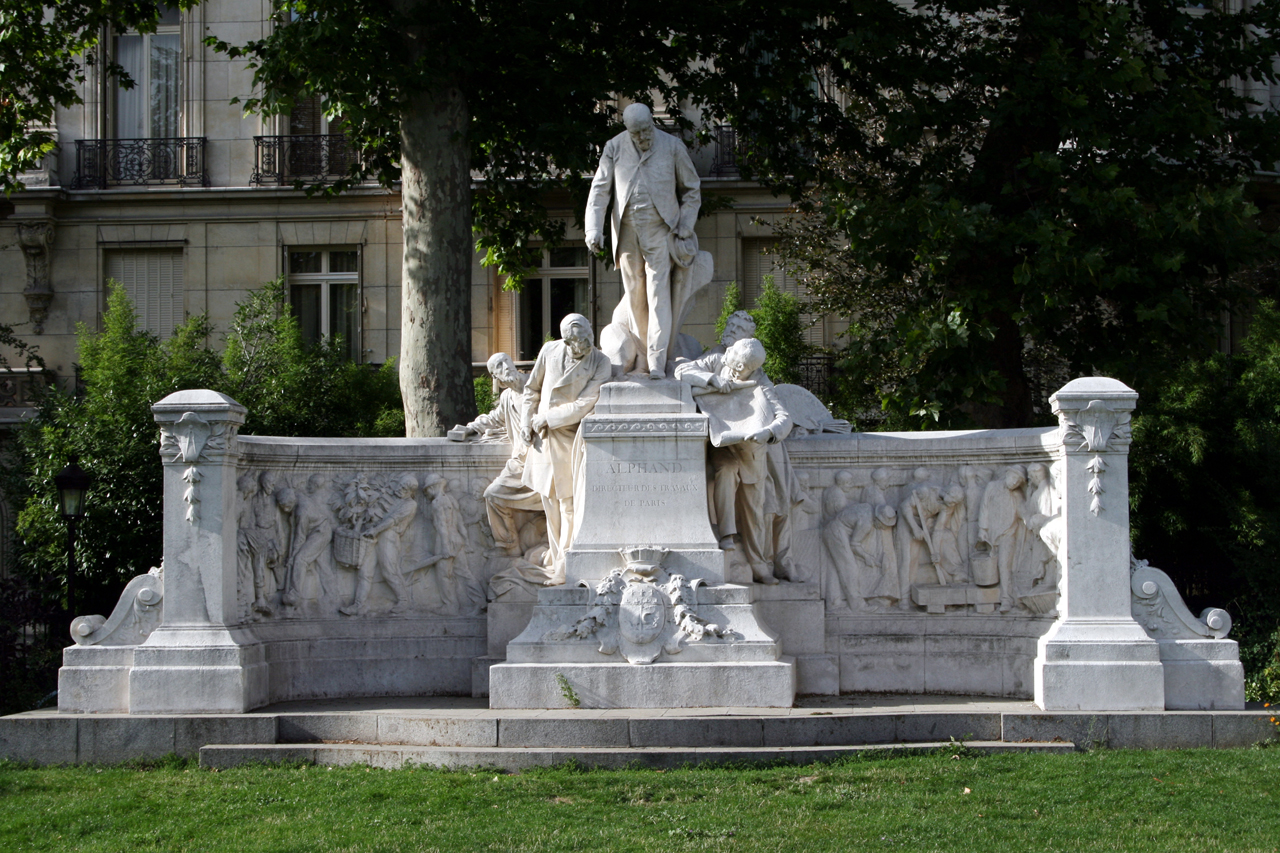
Monument à Alphand (1899), Parigi, avenue Foch.
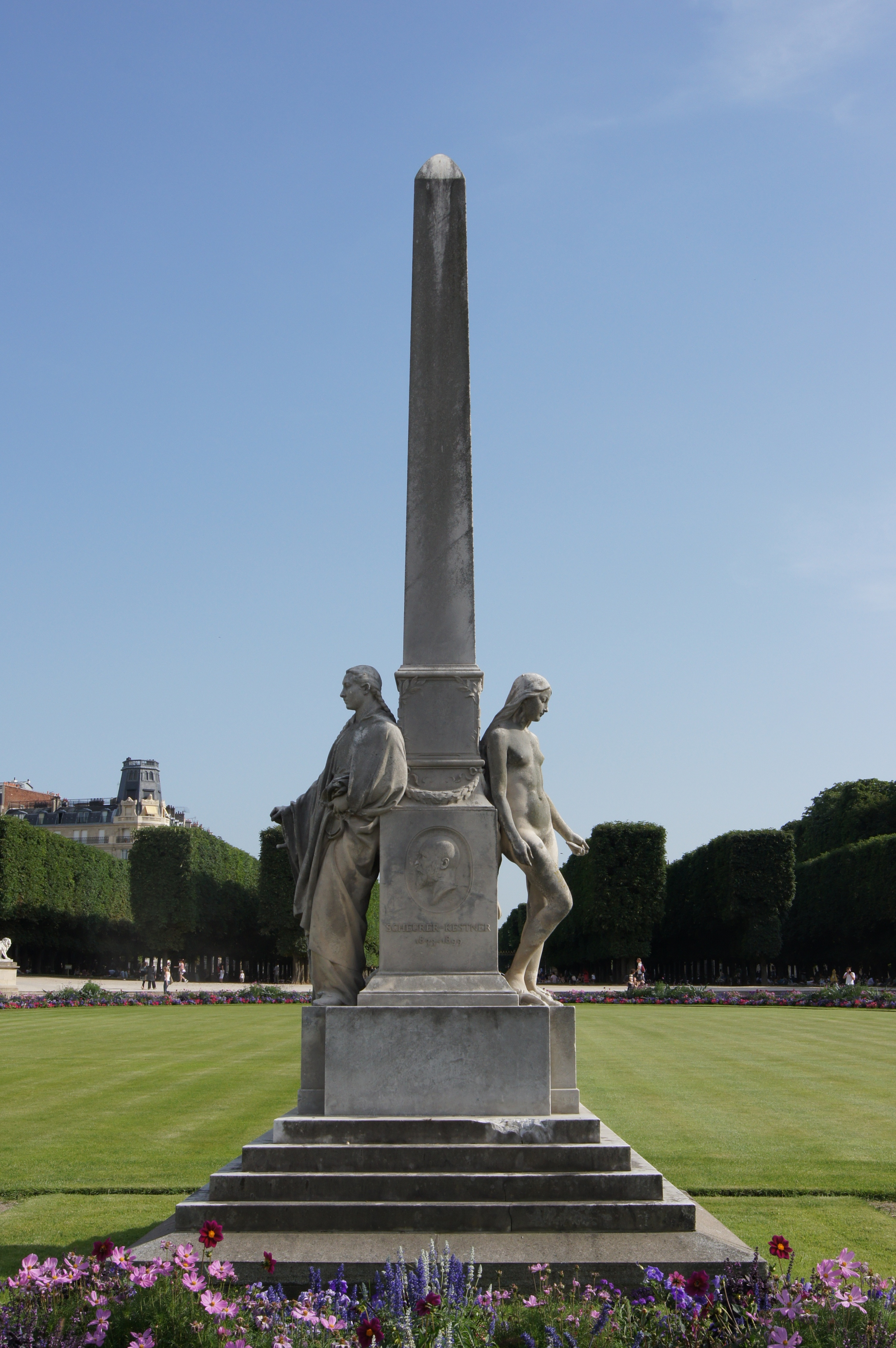
Monument à Scheurer-Kestner (1908), Parigi, Giardino del Lussemburgo.

## Opere diverse
- Tutti ciò che era rimasto del laboratorio di Dalou dopo il suo decesso è stato acquistato nel 1905 dal museo del Petit Palais a Parigi.
- Parigi, museo d'Orsay:
  - Liseuse, vers 1875, terracotta
  - Femme nue lisant dans un fauteuil, 1878, bronzo
  - Grand Paysan Archiviato il 28 settembre 2015 in Internet Archive., bronzo
  - Travailleur debout tenant une bêche, bronzo
  - Terrassier chargeant, bronzo alla cera perduta, patina bruno-rossa (fonderie Hébrard)
  - Tonnelier avec des cordes, bronzo
  - Rebatteur de faux, bronzo
- Sculture ornementali per le facciate dell'hôtel Menier nel Parc Monceau.
- Statua de Lavoisier a Blaye-les-Mines.
- La Renommée, 1886, bronzo, museo Bonnat-Helleu

## Omaggi
Le municipalità di Parigi (rue Dalou, XV arrondissement), Béziers, Brive-la-Gaillarde, Évry, La Rochelle, Malakoff, Perpignano, Tolosa, Vitry-sur-Seine e Montréal (quartiere di Snowdon) gli hanno dedicato delle vie che portano il suo nome.
Il nome del café-brasserie «Le Dalou» (30, piazza della Nazione, XII arrondissement  di Parigi costituisce l'omaggio più popolare.

Opere dedicate a Dalou
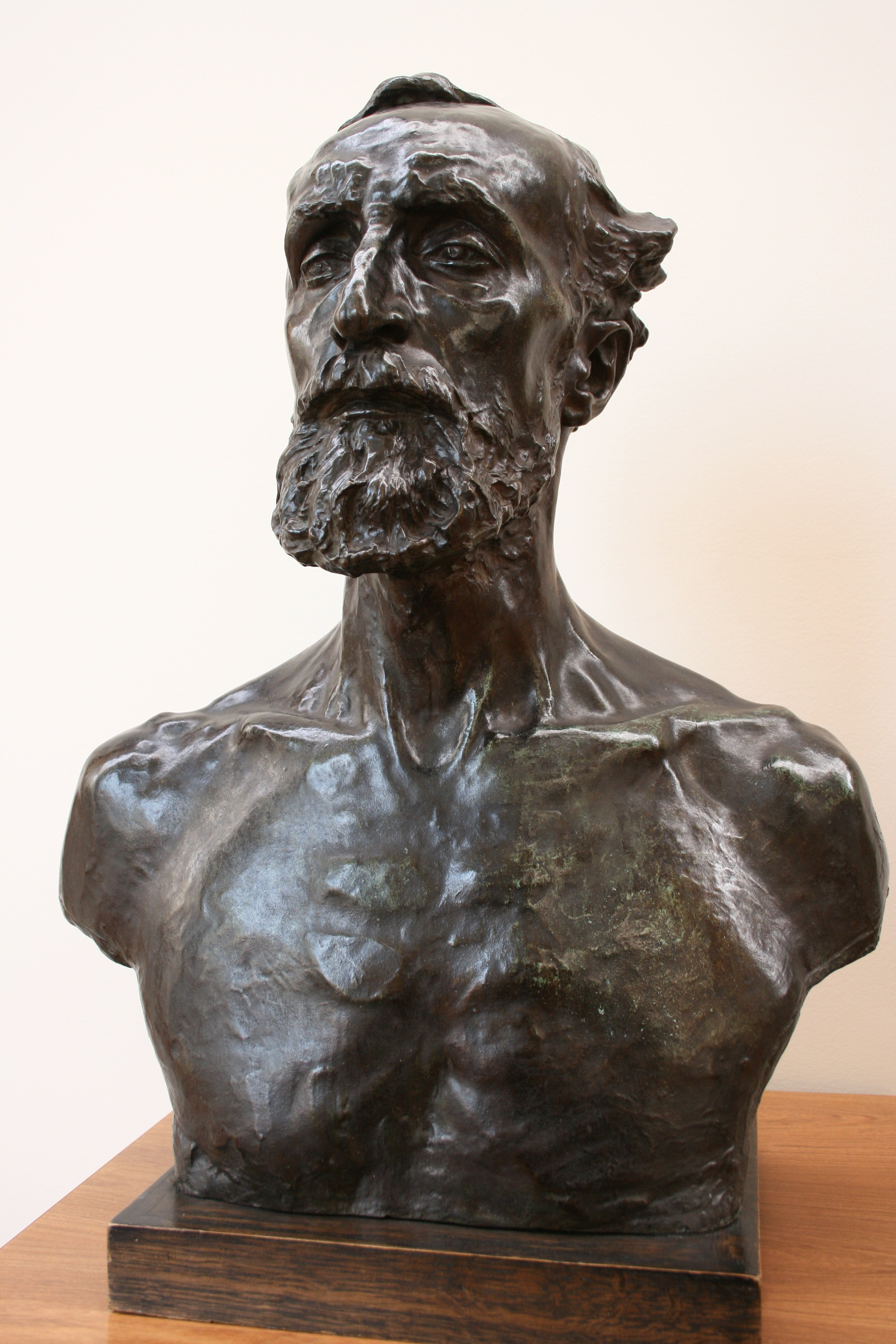
Auguste Rodin, Buste de Jules Dalou (1883).
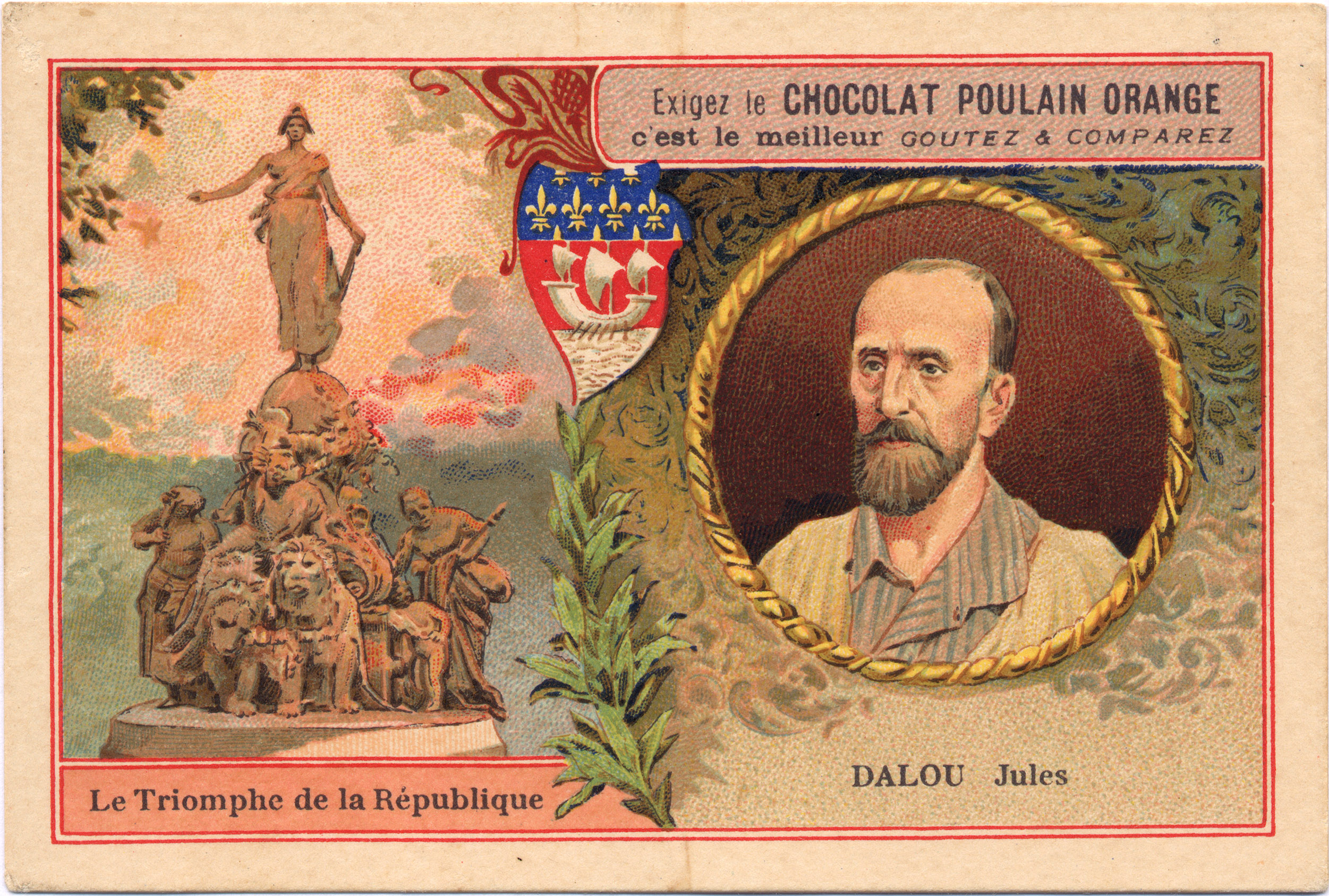
Chocolat Poulain: Dalou e Le Triomphe de la République.